# Заздравних Валентина Михайлівна
Заздравних Валентина Михайлівна (24 листопада 1954 — 30 червня 2023) — радянська спортсменка, хокей на траві. Бронзова призерка Олімпійських ігор в Москві 1980 року.
На жіночому турнірі з хокею на траві на Олімпіаді-1980 завоювала бронзову медаль. Виступала за команди Узбекистану.